# Gurla Mandhata
| Tibetische Bezeichnung                                      |
| ----------------------------------------------------------- |
| Tibetische Schrift: གནས་མོ་སྣ་གཉིས་།                           |
| Wylie-Transliteration: gnas mo sna gnyis                    |
| Offizielle Transkription der VRCh: Naimona’nyi              |
| THDL-Transkription: Nemona Nyi                              |
| Chinesische Bezeichnung                                     |
| Vereinfacht: 纳木那尼 (郎木那里、那玛郎尼峰、瓜拉曼达塔)    |
| Pinyin:Nàmùnàní (Lángmùnàlǐ, Nàmǎlángní Fēng, Guālāmàndátǎ) |

Der Naimona’nyi (auch: Gurla Mandhata) liegt im Nordosten des Sitzes der Kreisregierung von Burang im Regierungsbezirk Ngari, im Südwesten des Autonomen Gebiets Tibet der Volksrepublik China. Er ist der höchste Gipfel des Nalakankar Himal, eines kleinen, westlich gelegenen Teilbereichs des Himalaya.

## Geografie
Der pultartig nach Westen abfallende Berg liegt in der Nähe der Nordwestecke Nepals. Mit seiner Höhe von 7694 m ist er der vierunddreißigsthöchste Berg der Welt. Seine Lage innerhalb des tibetischen Plateaus ist ungewöhnlich (die meisten Berge mit ähnlicher Höhe – außer dem Shishapangma, dem vierzehnthöchsten Berg der Welt – liegen näher am Rand oder außerhalb des Plateaus) und relativ weit entfernt von anderen Bergen, die höher als 7500 Meter sind. Er befindet sich in der Nähe des Seen Manasarovar und Rakshastal sowie des heiligen Berges Kailash.
Der Gurlagletscher hatte 2003 eine Ausdehnung von 77 km², wobei dessen Fläche seit 1976 um mehr als 7 km² abgenommen hat. Nach chinesischen Messungen in 6100 m Höhe ist der Gletscher damit der höchstgelegene Gletscher, bei dem ein jährlicher Eisverlust dokumentiert wurde. Am Gletscher entspringt die Humla Karnali, rechter Quellfluss der Karnali (Ghaghara), die nach über 900 Kilometern in den Ganges mündet.

## Besteigungsgeschichte
1905 versuchte T. G. Longstaff, der von zwei Bergführern und sechs Gepäckträgern begleitet wurde, einen Aufstieg zum Gurla Mandhata. Sie mussten hoch am Berg umkehren, nachdem sie von einer Lawine gefangen und auf weitere Schwierigkeiten gestoßen waren. Das war für die damalige Zeit eine große Leistung, besonders für eine so kleine Gruppe; damals war noch kein Gipfel mit mehr als 7000 Meter bestiegen worden, und die Höhe von Longstaff verdiente eine Höhen-Aufzeichnung.
Ein weiterer Versuch wurde von Herbert Tichy unternommen, der mit einem Begleiter am 16.–21. Mai 1935 auf der Route von Longstaff aufstieg, aber auf 7200 Meter umkehren musste. Ein beabsichtigter zweiter Versuch auf neuer Route unterblieb, da der erste Aufstieg beobachtet worden war und Tichy, der sich als Kailash-Pilger verkleidet illegal in Tibet aufhielt, Probleme mit den Behörden in Taklakot befürchten musste.
Die Erstbesteigung des Gipfels gelang im Mai 1985 einer chinesisch-japanischen Seilschaft.
Seit diesem Zeitpunkt hat es sechs erfolgreiche und zwei erfolglose Besteigungsversuche gegeben.
1997 unternahmen Quinn Simons, Soren Peters und ihr Führer Charlie Fowler einen Versuch, den Gipfel über die noch unbestiegene Nordseite zu erreichen. Aufgrund von Stürmen und anderen Schwierigkeiten musste die Seilschaft hoch auf dem Berg umkehren. Während ihres Abstieges wurde Fowler durch einen Sturz leicht verletzt, während Simons und Peters Erfrierungen an den Extremitäten davontrugen.
Die Normalroute führt über die Westflanken des Bergs, auf dem Chaglung'mlungha-Gletscher zum Gipfelplateau. Die meisten Seilschaften nähern sich dem Berg in Geländewagen von Lhasa (Tibet), oder von Kathmandu (Nepal). Jedoch beginnt eine alternative Annäherung im kleinen Bergdorf Simikot im entfernten Humla-Distrikt des westlichen Nepals und folgt dann dem Karnali-Fluss nordwärts bis zum Dorf Sher (Tibet). Danach fahren Jeeps die Bergsteiger nach Norden, durch Burang („Taklakot“), zum Basislager.